# Híjar
Híjar ist eine Gemeinde in der Provinz Teruel in der Autonomen Region Aragón in Spanien. Sie liegt in der Comarca Bajo Martín am östlichen Ufer des Río Martín und hatte 2024 1.760 Einwohner.

## Lage
Híjar liegt etwa 100 Kilometer (Luftlinie) in nordnordöstlicher Richtung von der Provinzhauptstadt Teruel und etwa 65 Kilometer (Luftlinie) südsüdöstlich von Saragossa in einer Höhe von ca. 290 m.

## Geschichte
Einzelne Funde deuten darauf hin, dass Híjar in der späten römischen Kaiserzeit entstanden sein könnte.

## Bevölkerungsentwicklung
| Jahr      | 1970 | 1981 | 1991 | 2001 | 2011 | 2021 |
| Einwohner | 2473 | 2210 | 2102 | 1887 | 1872 | 1771 |

Die Mechanisierung der Landwirtschaft sowie die Aufgabe bäuerlicher Kleinbetriebe und der daraus resultierende Verlust an Arbeitsplätzen haben seit der Mitte des 20. Jahrhunderts zu einer Landflucht geführt.

## Sehenswürdigkeiten
- Marienkirche
- Reste des früheren Herzogspalasts
- Kapelle der Jungfrau
- Kapelle des Heiligen Grab
- Rathaus

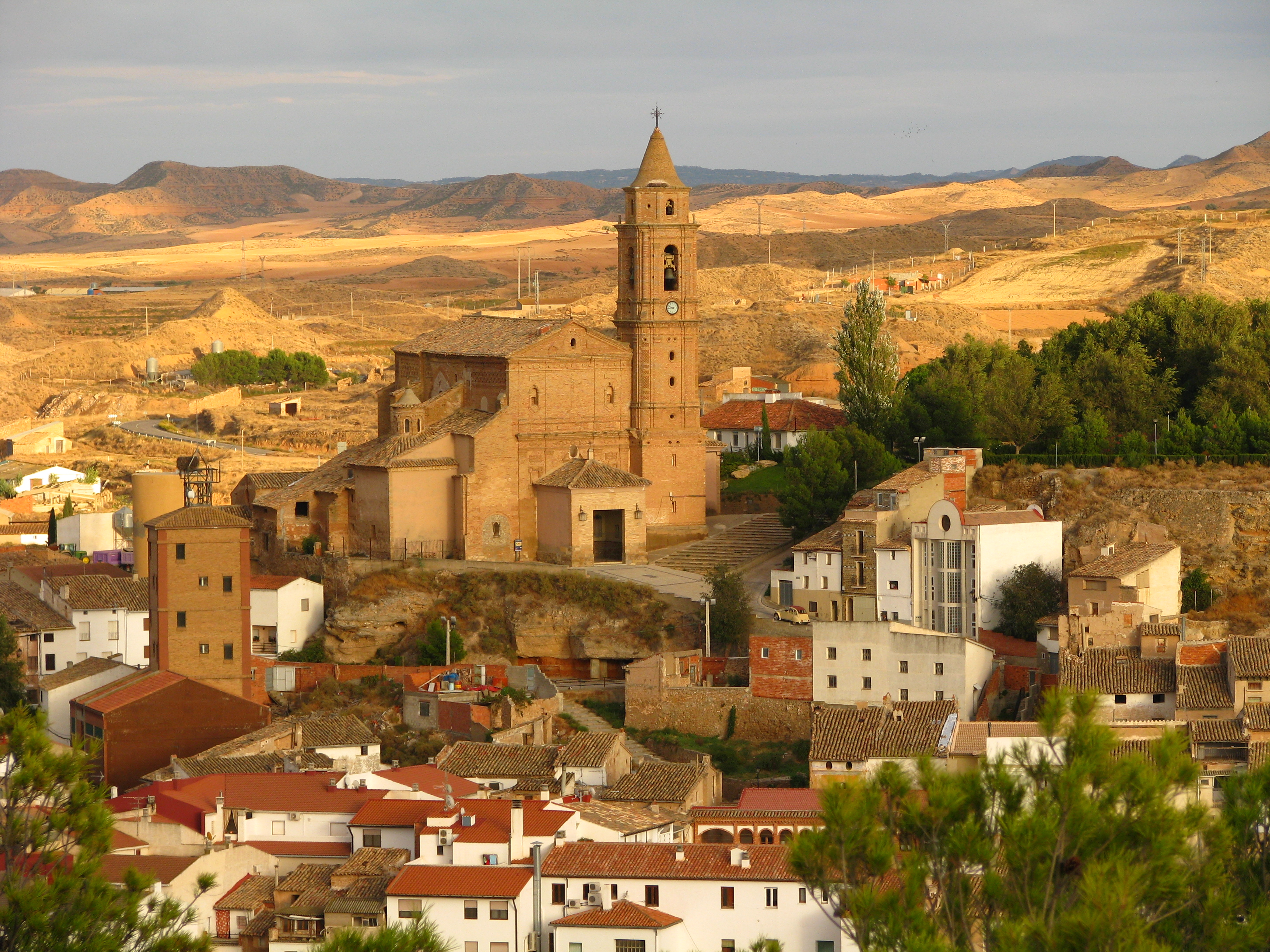
Marienkirche im Ort
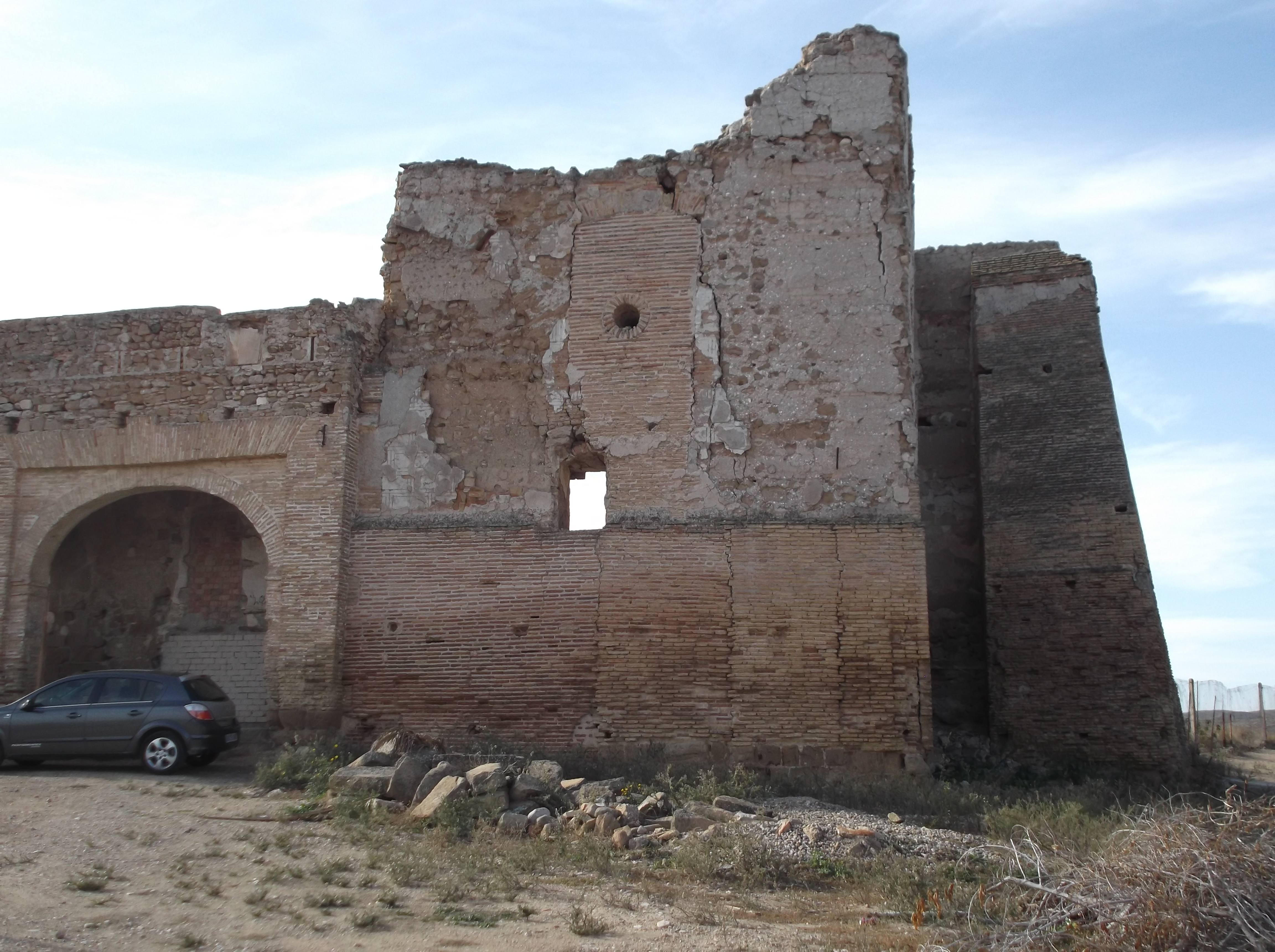
Ruine des Herzogspalasts
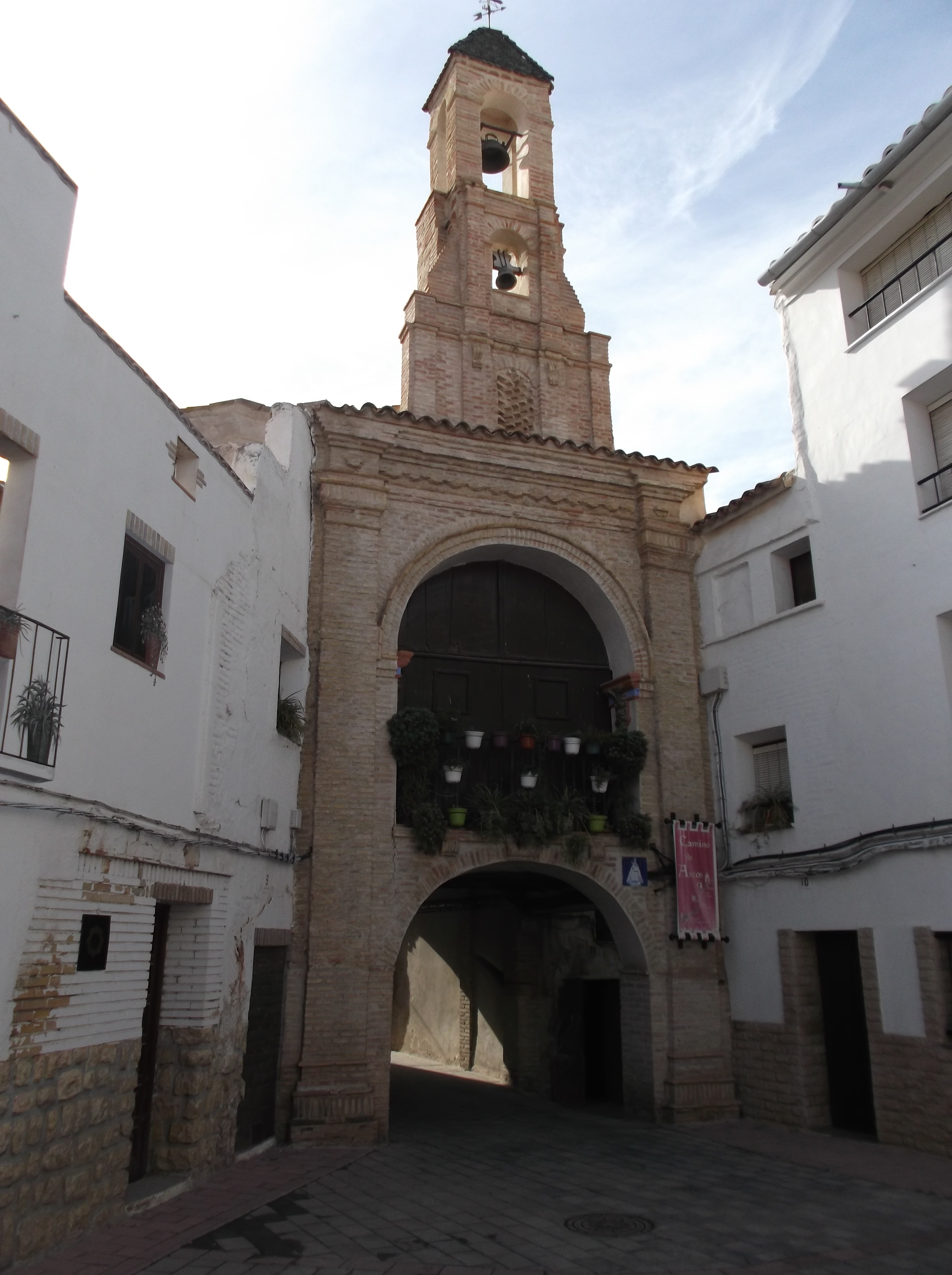
Kapelle der Jungfrau von Arcos
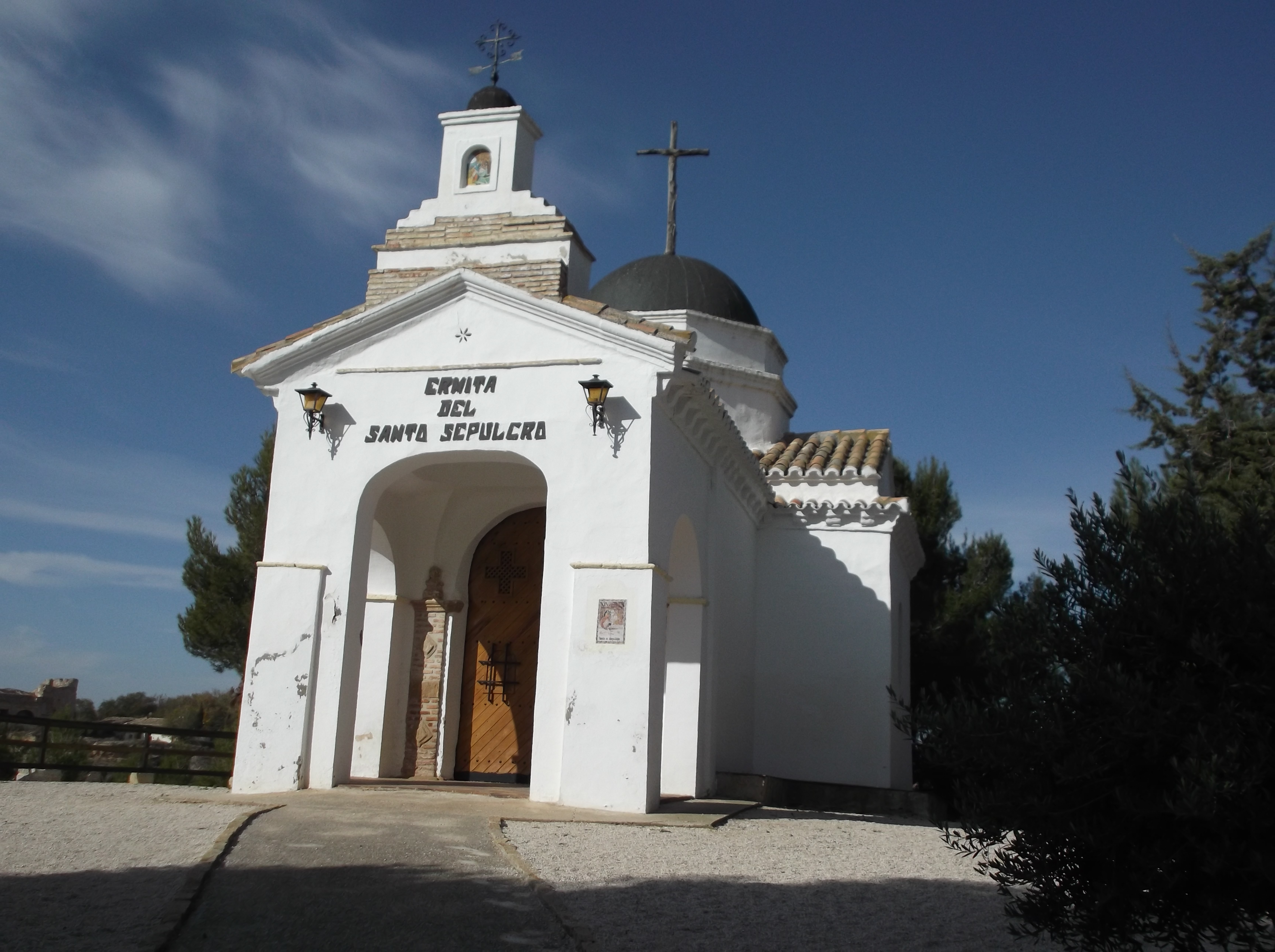
Kapelle des Heiligen Grabes
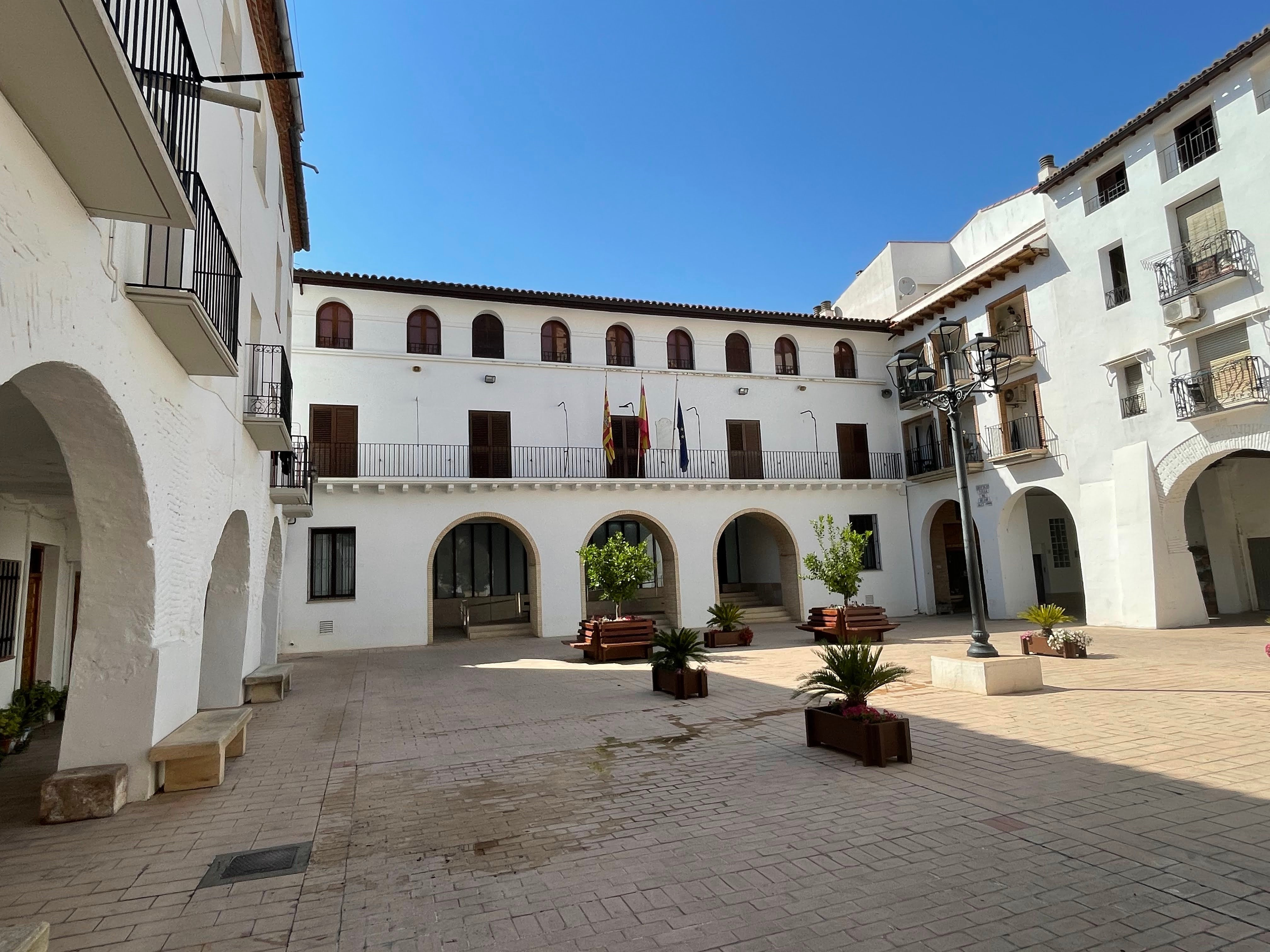
Rathaus

## Persönlichkeiten
- Jerónimo Bautista Lanuza (1553–1624), Bischof von Barbastro (1618–1622) und Albarracín (1622–1624)
- Pedro León Gil (1782–1842), Komponist und Organist
- Francisco Calvo Burillo (1881–1936), Priester und Märtyrer im Bürgerkrieg
- Francisco Peralta y Ballabriga (1911–2006), Bischof von Vitoria

## Gemeindepartnerschaft
Mit der spanischen Gemeinde Tobarra in der Provinz Albacete besteht eine Partnerschaft.

## Trivia
Der Titel des Herzogs von Híjar ist ein seit 1483 verliehener Titel, er ist erblich. Erster Träger war Juan Fernández de Híjar y Cabrera (um 1419–1491). Zuletzt (seit 2013) wurde er von Alfonso Martínez de Irujo y Fitz-James Stuart (18. Herzog von Híjar) getragen.